# Bois d'Arc (Illinois)
Pour les articles homonymes, voir Bois d'arc (homonymie).
Bois d'Arc (en anglais : Bois d'Arc Township) est un township de l'État de l'Illinois aux États-Unis.
Le township de Bois d'Arc est situé dans le comté de Montgomery.
Au recensement de l'an 2010, la population s'élevait à 956 habitants.
Sa superficie est de 141,7 km2.
Son appellation lui vient des Amérindiens de la Nation Osages qui utilisaient l'expression française "bois d'arc", à l'époque de la Nouvelle-France et de la Louisiane française, pour désigner l'oranger des Osages, arbre à partir duquel ils fabriquaient leurs arcs.